# Après la finitude. Essai sur la nécessité de la contingence

Après la finitude. Essai sur la nécessité de la contingence est un essai de métaphysique de Quentin Meillassoux publié aux éditions du Seuil dans la collection « L'Ordre philosophique » en 2006 et préfacé par Alain Badiou.
Comme son nom l'indique le livre porte sur la question de la nécessité. La thèse défendue dans l'ouvrage est qu'il n'y a qu'une seule chose de nécessaire : la contingence de l'étant et des lois de la nature. Quentin Meillassoux reprend ainsi la critique humienne de la connexion causale sous un angle neuf, celui de la critique de la philosophie du sujet qui se base plus sur la relation sujet-objet que sur les objets en eux-mêmes. Quentin Meillassoux nomme cette philosophie de la relation « corrélationisme ». En effet, celle-ci dit l'impossibilité de penser l'en-soi et se contente de penser le pour-nous. L'enjeu ici est donc la pensée de l'absolu.

## Plan de l'ouvrage
L'ouvrage de Meillassoux se compose de cinq chapitres :
- L'Ancestralité
- Métaphysique, fidéisme, spéculation
- Le principe de factualité
- Le problème de Hume
- La revanche de Ptolémée

## L'absolutisation de la contingence
Pour Meillassoux, nous pouvons penser l'en-soi comme Surchaos, c'est-à-dire absolue contingence (tout peut être autrement qu'il n'est), actant à la suite de Hume qu'il est impossible de fonder et de justifier les lois de la nature et la régularité des événements. Pour Slavoj Žižek cependant, le réalisme spéculatif dont se réclame Meillassoux reste tributaire de l'opposition propre au corrélationisme, à savoir l'opposition sujet-objet, ou en d'autres termes, le fait que tout objet est constitué par un sujet et se pense en relation à son activité constituante. L'en-soi n'est intelligible qu'en étant défini comme le négatif du pour-nous, et pour le philosophe slovène, Meillassoux ne fait donc qu'inverser la relation au lieu de la dépasser en montrant comment la subjectivité advient sur fond de surchaos.
L'idée est de dépasser le kantisme devenu selon Meillassoux hégémonique dans la philosophie occidentale, c'est-à-dire le primat de la corrélation sur chacun de ses termes. Le kantisme sauvait la nécessité de la relation entre les objets en posant le sujet transcendantal (CRP, §16), capable de synthétiser le donné de l'expérience sensible, alors que le pur chaos de la diversité sensible ne pourrait donner lieu à aucun savoir ni même aucune conscience. Meillassoux choisit de poser à nouveau le « problème de Hume », en soutenant que ce n'est pas à cause d'une limitation de nos capacités cognitives que nous ne pouvons pas fonder a priori la succession causale des événements, mais bien parce que cette succession causale ne présente absolument aucune nécessité et pourrait toujours en droit être autre qu'elle n'est actuellement. C'est pourquoi le préfacier, Alain Badiou, parle d'une « nouvelle voie » ouverte par Meillassoux dans l'histoire de la philosophie (de la connaissance).
Peter Hallward qualifie cette ontologie d'« acausale et an-archique », et lui formule quatre objections importantes, auxquelles répond Nathan Brown. La première de ces critiques, concernant l'absolutisation de la contingence contre le corrélationisme, est la suivante : le corrélationisme est une théorie épistémologique et non une ontologie, autrement dit, le corrélationiste strict n'admet pas, ce qui serait absurde, que le passé n'a jamais existé indépendamment de l'homme qui le pense.